# 이누이 유키코

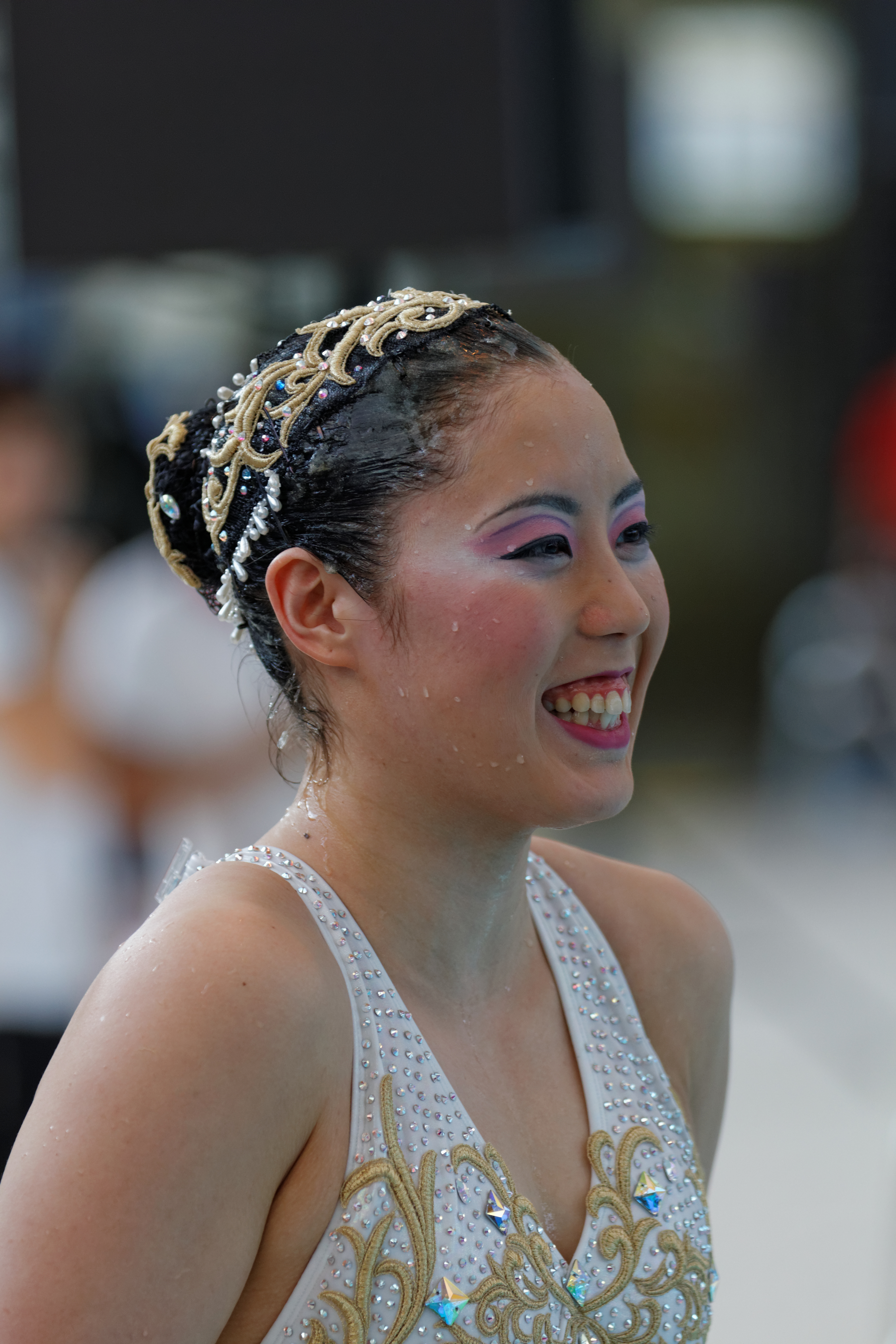

이누이 유키코(乾友紀子, 1990년 12월 4일 ~ )는 일본의 아티스틱스위밍 선수이다. 2022년 세계 수영 선수권 대회 FINA 세계 수영 선수권 대회에서 솔로 테크니컬 루틴과 솔로 프리 루틴 각각에서 일본 최초의 금메달을 획득했다. 2020년 하계 올림픽, 요시다 메구무와의 듀엣 경기, 단체 경기에 출전했다.